# لكتين نوع سي
لكتين نوع سي (بالإنجليزية: C-type lectin)‏ هو نوع من نطاق بروتين مرتبط بكربوهيدرات يدعى لكتين. جاء تخصيص اسم سي (أو C) من حاجته للكالسيوم (وهو رمزه الكيميائي) لأجل الارتباط. تمتلك البروتينات التي تحتوي نطاقات لكتين نوع سي وظائف متنوعة جدا بضمنها ارتباط الخلايا فيما بينها والاستجابة المناعية والاستماتة.

## التصنيف
صنف لكتين نوع سي سابقا إلى 7 مجموعات ثانوية (I إلى VII) اعتمادا على نطاقات البروتين في كل بروتين. حدّث هذا التصنيف عام 2002 بإضافة 7 مجموعات ثانوية أخرى (VIII إلى XIV)، ثم أضيفت مؤخرا 3 مجموعات ثانوية (XV إلى XVII).
| المجموعة | الاسم                                            | النطاق                                                      |
| -------- | ------------------------------------------------ | ----------------------------------------------------------- |
| I        | لكتيكانات                                        | عامل نمو البشرة (EGF) وسوشي والغلوبولين المناعي ونطاقات ربط |
| II       | أسيالوغليكوبروتين ومستقبلات DC                   | لا يوجد                                                     |
| III      | كولكتينات                                        | لا يوجد                                                     |
| IV       | سلكتينات                                         | نطاقات سوشي وعامل نمو البشرة                                |
| V        | مستقبلات الخلية الفاتكة الطبيعية                 | لا يوجد                                                     |
| VI       | مستقبلات نطاقات داخل الخلية الشبيهة بكتين نوع سي | نطاقات FnII وريسين                                          |
| VII      | مجموعة REJ                                       | لا يوجد                                                     |
| VIII     | كوندرولكتين ولايلين                              | لا يوجد                                                     |
| IX       | تترانكتين                                        | لا يوجد                                                     |
| X        | بوليسيستين                                       | نطاقات WSC و REJ وبوليسيستين                                |
| XI       | أتراكتين                                         | نطاقات PSI وعامل نمو البشرة و CUB                           |
| XII      | بروتين الخلايا الحمضية القادعي الرئيسي (EMBP)    | لا يوجد                                                     |
| XIII     | DGCR2                                            | لا يوجد                                                     |
| XIV      | ثرومبومودولين                                    | نطاقات عامل نمو البشرة                                      |
| XV       | Bimlec                                           | لا يوجد                                                     |
| XVI      | SEEC                                             | نطاقات البروتين الحامل للستيرول وعامل نمو البشرة            |
| XVII     | CBCP/FREM1/QBRICK                                | تكرارات بروتيوغليكان سلفات الكوندرويتين ونطاقات كالكس بيتا  |

تتضمن لكتينات نوع سي:
- CLEC1A، CLEC1B
- CLEC2A، CLEC2B، CD69 (CLEC2C), CLEC2D، CLEC2L
- CLEC3A، CLEC3B
- CLEC4A، CLEC4C، CLEC4D، CLEC4E، CLEC4F، CLEC4G، ASGR1 (CLEC4H1), ASGR2 (CLEC4H2), FCER2 (CLEC4J), CD207 (CLEC4K), كتلة التمايز 209 (CLEC4L), CLEC4M
- لكتين نوع ج عائلة 5 عضو أ
- CLEC6A
- CLEC7A
- OLR1 (CLEC8A)
- CLEC9A
- CLEC10A
- CLEC11A
- CLEC12A، CLEC12B
- CD302 (CLEC13A), مولد ضد الخلية اللمفاوية 75 (CLEC13B), مستقبل فوسفوليباز أ2 الإفرازي (CLEC13C), مستقبل مانوز (CLEC13D), مستقبل مانوز (CLEC13E)
- CLEC14A
- CLEC16A
- CLEC17A

إن مستقبلات لكتين الخلية الفاتكة الطبيعية مجموعة مقاربة جدا:
- KLRA1
- KLRB1 (CLEC5B)
- KLRC1، KLRC2، KLRC3، KLRC4
- KLRD1
- KLRF1 (CLEC5C)
- KLRG1 (CLEC15A), KLRG2 (CLEC15B)
- KLRK1

ومن البروتينات الأخرى ضمن النطاق:
- AGC1; ATRNL1
- بريفيكان
- CD248; CD72; CD93; CHODL; CL-K1-Ia; CL-K1-Ib; CL-K1-Ic; CLECSF5; COLEC10; COLEC11; COLEC12; نيروكان
- FCER2; FREM1; HBXBP;
- Layilin; LOC348174; LOC728276
- MAFA; لكتين رابط للمانان; MGC34761; MICL; مستقبل مانوز
- OLR1
- PAP; PKD1; PKD1L2; مستقبل فوسفوليباز أ2 الإفرازي; PRG2; PRG3
- REG1A; REG1B; REG3A; REG3G; REG4
- السيليكتين الالتصاقي; SELL; SELP; SFTPA1; SFTPA2; SFTPA2B; SFTPD; SRCL
- THBD
- VCAN

## روابط خارجية
- Functional Glycomics Gateway, a collaboration between the Consortium for Functional Glycomics and Nature Publishing Group